# Una voce per San Marino 2023
La seconda edizione di Una voce per San Marino si è svolta dal 28 ottobre 2022 al 25 febbraio 2023 e ha selezionato il rappresentante di San Marino all'Eurovision Song Contest 2023 a Liverpool, nel Regno Unito.
I vincitori sono stati i Piqued Jacks con Like an Animal.

## Organizzazione
Il 20 agosto 2022 l'emittente sammarinese San Marino RTV (SMRTV) ha confermato la partecipazione del paese all'Eurovision Song Contest 2023, annunciando inoltre l'organizzazione, in collaborazione con la Media Evolution, della seconda edizione di Una voce per San Marino per la selezione del rappresentante eurovisivo nazionale.
Nello stesso giorno sono stati annunciati tutti i dettagli relativi all'evento. Contemporaneamente SMRTV e Media Evolution hanno inoltre dato la possibilità a gli aspiranti partecipanti di inviare i propri brani entro il 27 gennaio 2023. Gli artisti, selezionati dalla giuria d'esperti composta da Andrea Mei, Domenico Gallotti, Mimmo Paganelli, Emilio Munda, Maurizio Raimo e Roberto Costa, hanno preso parte a dei casting preliminari che si sono svolti presso l'Auditorium Little Tony di Dogana. La prima parte dei casting si è svolta dal 28 ottobre al 1º novembre 2022, la seconda dal 5 all'8 dicembre 2022, la terza parte dal 20 al 29 gennaio 2023 e, infine, un'ultima parte che si è svolta dal 15 al 16 febbraio 2023.
A differenza dell'edizione precedente, i partecipanti non sono più suddivisi nelle categorie Emergenti e Big ma sono raggruppati in un'unica categoria; tuttavia, gli artisti affermati hanno la possibilità di essere esentati dalla fase dei casting, e possono accedere direttamente alle semifinali.
Dopo i casting preliminari, gli artisti selezionati si sono sfidati in cinque semifinali, di cui una che ha funto da fase di ripescaggio, per ottenere un posto nella finale derl 25 febbraio 2023, dove il voto della giuria d'esperti decreterà il vincitore.

### Giurie
La giuria delle semifinali e del ripescaggio è stata composta da:
- Mimmo Paganelli, produttore musicale;
- Christine Grimandi, vocal coach e casting director;
- Emilio Munda, cantautore e musicista;
- Lia Fiorio, conduttrice radiofonica e commentatrice di San Marino all'Eurovision Song Contest;
- Senatore Cirenga, cantautore, autore e blogger eurovisivo.

La giuria della finale è stata composta da:
- Al Bano, cantante e rappresentante dell'Italia all'Eurovision Song Contest 1976 e 1985;
- Antonio Rospini, musicista e consulente artistico;
- Charlotte Davis, produttrice televisiva;
- Dino Steward, amministratore delegato della BMG Italia;
- Steve Lyon, ingegnere del suono;
- Clarissa Martinelli, giornalista.

## Selezioni
Il 17 ottobre 2022 una commissione musicale ha selezionato per conto della Media Evolution, tra le prime 402 candidature provenienti da 17 paesi, gli artisti che hanno preso parte alle selezioni preliminari che si sono svolte dal 28 ottobre al 4 novembre 2022. Il 30 novembre 2022 sono stati annunciati gli artisti, provenienti da ulteriori 700 candidature provenienti da 25 paesi, che hanno preso parte al secondo periodo di selezioni preliminari che si sono svolte dal 5 all'8 dicembre 2022. Il 19 gennaio 2023 sono stati annunciati ulteriori artisti, provenienti da ulteriori 1000 candidature da 31 paesi, che hanno preso parte al penultimo periodo di selezioni preliminari dal 20 al 29 gennaio 2022, seguiti poi da altri 42 artisti annunciati per l'ultimo periodo di selezioni che si è svolto tra il 15 e 16 febbraio.
Periodo 28 ottobre - 4 novembre 2022     Accede alle semifinali
| #  | Artista               |
| -- | --------------------- |
| 1  | Kida                  |
| 2  | Jack                  |
| 3  | Gianfranco Lo Schiavo |
| 4  | Chimerico             |
| 5  | Noemi Castiello       |
| 6  | Mariafrancesca        |
| 7  | Morena                |
| 8  | Stil Novo             |
| 9  | Dascar                |
| 10 | Tyrone                |
| 11 | Davide Zamma          |
| 12 | Lorenzo Iuracà        |
| 13 | Maikol Arcarisi       |
| 14 | Acousticouple         |
| 15 | Supernova Universe    |
| 16 | Morgana               |
| 17 | Daudia                |
| 18 | Anna Cucchi           |
| 19 | Martina Guerra        |
| 20 | Marco Spiezia         |
| 21 | Kiens                 |
| 22 | Messyah               |
| 23 | Bea                   |
| 24 | Adrì                  |

| #  | Artista                 |
| -- | ----------------------- |
| 1  | Moore                   |
| 2  | Francesca Monte & Kevan |
| 3  | Melissa Perilli         |
| 4  | Daniel Schuhmacher      |
| 5  | Domi                    |
| 6  | Alan                    |
| 7  | Saemon Vega             |
| 8  | Maladie Des If          |
| 9  | Marie Nicole            |
| 10 | Gladiah                 |
| 11 | Jamaz                   |
| 12 | Nati Miele              |
| 13 | The DaniPhils           |
| 14 | Drè                     |
| 15 | Hania                   |
| 16 | Diamante Denardi        |
| 17 | Veronica Howle          |
| 18 | Massimo Bertacci        |
| 19 | Roundeep                |
| 20 | Xglamor                 |
| 21 | Blonde Brothers         |

| # | Artista                                   |
| - | ----------------------------------------- |
| 1 | Xglamor                                   |
| 2 | Con Amore                                 |
| 3 | Camelia Redox Brity Bluzu Band & Iannetti |
| 4 | Alessio Milazzo                           |
| 5 | Ibrido                                    |
| 6 | Giorgia Mancini                           |

| #  | Artista         |
| -- | --------------- |
| 1  | Giorgio Solitro |
| 2  | Alessio D.      |
| 3  | Santo           |
| 4  | MoTs            |
| 5  | Samuele Tognini |
| 6  | Dionysian       |
| 7  | Ester Canepa    |
| 8  | Marta Tronci    |
| 9  | Gaia Belletti   |
| 10 | Myky            |
| 11 | Caravaggio      |
| 12 | Harsenico       |
| 13 | V3N3R3          |
| 14 | MadMars         |
| 15 | Pjero           |
| 16 | Doc             |
| 17 | FreakyBea       |
| 18 | Massimo Galfano |
| 19 | Artika          |
| 20 | Dimi Place      |
| 21 | Crasti Peter    |
| 22 | Out Offline     |

| #  | Artista         |
| -- | --------------- |
| 1  | Andrea Spunta   |
| 2  | Alessio Mialzzo |
| 3  | Fragile         |
| 4  | Viola Thian     |
| 5  | Michele Longo   |
| 6  | Filomena Pia    |
| 7  | Nebulossa       |
| 8  | Julia           |
| 9  | Diez            |
| 10 | Mad             |
| 11 | OnlySara        |
| 12 | Brenda Novella  |

| # | Artista           |
| - | ----------------- |
| 1 | Pau               |
| 2 | NaElia            |
| 3 | Tommaso Araboni   |
| 4 | Michele Longo     |
| 5 | Yo                |
| 6 | Francesco Balasso |
| 7 | Sally             |
| 8 | Follè             |

| # | Artista        |
| - | -------------- |
| 1 | Nicole Hammett |
| 2 | Strano         |
| 3 | Mazza Sonia    |
| 4 | Simon          |
| 5 | Milema         |

Periodo 5 - 8 dicembre 2022     Accede alle semifinali
| #  | Artista            |
| -- | ------------------ |
| 1  | Andrea & Francesca |
| 2  | Gara               |
| 3  | Vincenzo Baiata    |
| 4  | Nicole Hammett     |
| 5  | Tothem             |
| 6  | Mazza Sonia        |
| 7  | Ilaria Foti        |
| 8  | Lodia              |
| 9  | Erika              |
| 10 | Faby C & Istoria   |
| 11 | Giulia Jean        |
| 12 | Umberto            |
| 13 | Ellynora           |
| 14 | Elena Ventura      |
| 15 | Francesco Sacco    |
| 16 | Diego Se77e        |
| 17 | Ophelio            |
| 18 | Prometeo           |
| 19 | Miky del Cambio    |

| #  | Artista            |
| -- | ------------------ |
| 1  | Mancho             |
| 2  | Martina Boglione   |
| 3  | Ice-Angels 32      |
| 4  | Nil                |
| 5  | Sinforosa          |
| 6  | EmPí & Illusione   |
| 7  | Wet Floors         |
| 8  | Corrado Mancini    |
| 9  | Livàn              |
| 10 | Eleonora Alì       |
| 11 | Nitidi             |
| 12 | Stefano Gasparrino |
| 13 | Ruggero Ricci      |
| 14 | Tommy Rosa         |

| #  | Artista          |
| -- | ---------------- |
| 1  | Eriside          |
| 2  | Mattia Alunno    |
| 3  | Edoardo Brogi    |
| 4  | Raim             |
| 5  | Leonor           |
| 6  | Lamarea          |
| 7  | Strano           |
| 8  | Valerio Fidanza  |
| 9  | Lasersight       |
| 10 | Clematis         |
| 11 | Alice Caracciolo |
| 12 | Christina        |
| 13 | Norah            |

| # | Artista          |
| - | ---------------- |
| 1 | Agatha           |
| 2 | Andrea Licciardo |
| 3 | May              |
| 4 | Elin             |
| 5 | Dylan Fortytears |
| 6 | Nevruz           |
| 7 | Ellis & Scianila |
| 8 | Jade             |

| #  | Artista                    |
| -- | -------------------------- |
| 1  | Rudge S. feat. Neela Quinn |
| 2  | Nebulossa                  |
| 3  | Giada Pintori              |
| 4  | Antomar                    |
| 5  | Pos-Dok                    |
| 6  | Iside                      |
| 7  | Christopher                |
| 8  | Lost City feat. Emerique   |
| 9  | Silver                     |
| 10 | Daniele Nicolò             |
| 11 | Inciso                     |
| 12 | Be Klaire                  |
| 13 | Noelia Mora                |

Periodo 20 - 29 gennaio 2023     Accede alle semifinali
| #  | Artista              |
| -- | -------------------- |
| 1  | Corinna Parodi       |
| 2  | Procioney            |
| 3  | Axel                 |
| 4  | Mirud                |
| 5  | Agatha               |
| 6  | Andrea Licciardo     |
| 7  | Kamba                |
| 8  | Roman Rosanove       |
| 9  | 10 Diaz              |
| 10 | Dylan Fortytears     |
| 11 | Federubun            |
| 12 | The Blue Artic       |
| 13 | Sølk                 |
| 14 | Giada Pintori        |
| 15 | Soul Spritz Duo      |
| 16 | XGiove               |
| 17 | Isohel               |
| 18 | Viviana              |
| 19 | Lady Manya & Reset   |
| 20 | Ilenya               |
| 21 | Adonà Mamo           |
| 22 | Xada                 |
| 23 | Atwood               |
| 24 | Damiano è una regola |

| #  | Artista           |
| -- | ----------------- |
| 1  | Daniele Bonomo    |
| 2  | Celo              |
| 3  | Picciotto & Bruna |
| 4  | Violante Pretoria |
| 5  | Marcolisa         |
| 6  | Solo              |
| 7  | Miky Del Cambio   |
| 8  | Valerienne        |
| 9  | Luna Palumbo      |
| 10 | Lacasta           |
| 11 | Camilla           |
| 12 | DD Chic           |
| 13 | Goji              |
| 14 | Salvaje           |
| 15 | Antonino Crisci   |
| 16 | Luquisha Lubamba  |
| 17 | Ice Eye           |
| 18 | Corvo             |
| 19 | Ferrari           |
| 20 | Camille Cabaltera |
| 21 | Ceruleo           |
| 22 | Alfonso           |

| # | Artista            |
| - | ------------------ |
| 1 | Francesco Gara     |
| 2 | Francesco Da Vinci |
| 3 | Eledos             |
| 4 | Paolo Pace         |
| 5 | Niko Albano        |
| 6 | Sunday             |
| 7 | Della              |

| #  | Artista             |
| -- | ------------------- |
| 1  | Be Klaire           |
| 2  | Elejola             |
| 3  | Gaja Giacomini      |
| 4  | Yellow Pearl        |
| 5  | Raja                |
| 6  | Jenny May           |
| 7  | Gabriel Rock        |
| 8  | La Luce di Daphne   |
| 9  | Viola Thian         |
| 10 | Lorenza Rochiccioli |
| 11 | Brenda              |
| 12 | Odi et Amo          |
| 13 | Veronica Romero     |
| 14 | Andry               |
| 15 | Ophelio             |
| 16 | Gelida              |
| 17 | Vian                |
| 18 | Sarah               |
| 19 | Airis               |
| 20 | Salvatore           |
| 21 | Rash-1              |
| 22 | La Bebae            |

| #  | Artista                            |
| -- | ---------------------------------- |
| 1  | Ilenia Mazzà                       |
| 2  | Magus                              |
| 3  | Noe                                |
| 4  | TES - Tutti Esageratamente Stronzi |
| 5  | Simone                             |
| 6  | Lola                               |
| 7  | Viviana Milioti                    |
| 8  | Jay Hudson                         |
| 9  | Meridemun                          |
| 10 | Alabaster                          |
| 11 | Gisele Abramoff                    |
| 12 | Di Ale                             |
| 13 | Joseph Parisi                      |
| 14 | Mikhael Germain                    |
| 15 | Lost Kids                          |
| 16 | Lizzie                             |
| 17 | Djomi                              |
| 18 | Phebo                              |
| 19 | Florin Răduță                      |
| 20 | Klinker                            |
| 21 | Angy                               |
| 22 | Raspa                              |
| 23 | Cristian Viper                     |
| 24 | Aria                               |
| 25 | Ciri Ceccarini                     |
| 26 | Ferra                              |
| 27 | Febrix                             |
| 28 | Enrico Costa                       |

| #  | Artista                  |
| -- | ------------------------ |
| 1  | Stephanie                |
| 2  | Aristea                  |
| 3  | Víctor Arbelo            |
| 4  | Luca Minnelli            |
| 5  | L'orizzonte degli eventi |
| 6  | Daniele Barsotti         |
| 7  | Desiree                  |
| 8  | Daniele                  |
| 9  | Francesco Sacco          |
| 10 | Kashmere                 |
| 11 | Faith Kiddo              |
| 12 | Piqued Jacks             |
| 13 | Dhesia                   |
| 14 | Keplero Burger           |
| 15 | Demian's                 |

| # | Artista                             |
| - | ----------------------------------- |
| 1 | Kiara D.V. feat. Pamela Ivonne Cole |
| 2 | Tsunami                             |
| 3 | Vina Rose                           |
| 4 | Solosem                             |
| 5 | Sinera                              |
| 6 | Surama Tsu                          |

| #  | Artista            |
| -- | ------------------ |
| 1  | Andrea & Francesca |
| 2  | Martín Peiz        |
| 3  | Brandon Parasole   |
| 4  | Brian Left         |
| 5  | E.E.F.             |
| 6  | Free Love          |
| 7  | Davy Dilamo        |
| 8  | Zivit              |
| 9  | Marley Quinn       |
| 10 | Carlo Alexis       |
| 11 | March              |
| 12 | Olya V             |
| 13 | Le Kanusie         |
| 14 | Dəva               |
| 15 | Dima               |
| 16 | Angel Dell         |
| 17 | Yayanice           |
| 18 | Jenny & Me         |
| 19 | Moore              |

| # | Artista           |
| - | ----------------- |
| 1 | Espedito          |
| 2 | Erranimo          |
| 3 | Anthony           |
| 4 | Andrea Grammatico |
| 5 | EGO59             |
| 6 | Lorenz Simonetti  |
| 7 | Sophia            |
| 8 | Sara              |
| 9 | Steph             |

Periodo 15 - 16 febbraio 2023     Accede alle semifinali
| #  | Artista            |
| -- | ------------------ |
| 1  | Michele & Marcos   |
| 2  | Sofia Tornambene   |
| 3  | Savo               |
| 4  | Niko Albano        |
| 5  | Farida             |
| 6  | Elena Solari       |
| 7  | GoldQueer          |
| 8  | Karlos Xavier      |
| 9  | Rasmus Thall       |
| 10 | Erna Hrönn         |
| 11 | Big Man James      |
| 12 | Luciano Carlino    |
| 13 | Sauro Martinelli   |
| 14 | Alo                |
| 15 | Ghostsinger        |
| 16 | Damiano Dentella   |
| 17 | Marco Arati        |
| 18 | Luisa Cervone      |
| 19 | Lydia Ruiz         |
| 20 | Agos...            |
| 21 | Iole               |
| 22 | RockAM             |
| 23 | Natalia Moskal     |
| 24 | Marea              |
| 25 | Daniele Ragghianti |
| 25 | Lucia Sinatra      |

| #  | Artista          |
| -- | ---------------- |
| 1  | Jack             |
| 2  | Silvio Merlin    |
| 3  | Fabrizio         |
| 4  | Noble Sin        |
| 5  | Francesco Tiberi |
| 6  | Davide Morelli   |
| 7  | Kaos             |
| 8  | Eminzada         |
| 9  | Leonor           |
| 10 | Diego Spice      |
| 11 | Lollo G          |
| 12 | Valeria          |
| 13 | Piano B          |
| 14 | Kalula           |
| 15 | Carboidrati      |
| 16 | Cizco            |
| 17 | Heartlands       |

Artisti affermati     Accede alle semifinali
| Artisti affermati | Artisti affermati                   | Artisti affermati | Artisti affermati | Artisti affermati | Artisti affermati    | Artisti affermati | Artisti affermati           |
| ----------------- | ----------------------------------- | ----------------- | ----------------- | ----------------- | -------------------- | ----------------- | --------------------------- |
| Alessandro Coli   | Alfie Arcuri                        | Camille Cabaltera | Ciro De Luca      | Deborah Iurato    | Deshedus             | DramaLove         | Eiffel 65                   |
| Ferrán Faba       | Flexx                               | Francesco Monte   | Ginny Vee         | Kurt Cassar       | Laïoung feat. Marzio | Le Deva           | Lorenzo Licitra             |
| Manuel Aspidi     | Massimo Di Cataldo & Andrea Agresti | Mate              | Matilde           | Mayu              | MeriCler             | Moreno            | Neja & Luca Guadagnini Band |
| Rawstrings        | Ronela                              | Rouges            | Roy Paci          | Selina Albright   | Sofia Mae            | Stefano D'Orazio  | Thomas                      |

## Semifinali
Le semifinali si sono svolte in cinque serate, dal 20 al 24 febbraio 2023, presentate da Ilenia De Sena, e hanno visto i 106 partecipanti selezionati competere per i 22 posti destinati alla finale. La divisione delle semifinali è stata resa nota il 20 febbraio 2023, in concomitanza con l'annuncio dei semifinalisti.

### Prima semifinale
Qualificato alla finale
     Qualificato al ripescaggio
| #  | Artista            | Titolo                  |
| -- | ------------------ | ----------------------- |
| 1  | Acousticouple      | Hell Rider              |
| 2  | Alfie Arcuri       | Collide                 |
| 3  | Alabaster          | Ambrosia                |
| 4  | Andry              | Superboom               |
| 5  | Alessandro Coli    | Afterglow               |
| 6  | Angel Dell         | Hard to Be an Angel     |
| 7  | Aria               | Una                     |
| 8  | Aristea            | Dentro una bolla        |
| 9  | Atwood             | Dangerous               |
| 10 | Blonde Brothers    | Da che parte stai?      |
| 11 | Brandon Parasole   | Affare                  |
| 12 | Camilla            | It's Not You, It's Me   |
| 13 | Camille Cabaltera  | Mental                  |
| 14 | Christina          | Complicated             |
| 15 | Christopher        | Stars in the Sky        |
| 16 | Ciro De Luca       | L'amore universale      |
| 17 | Con Amore          | Perfect Sight           |
| 18 | Daniel Schuhmacher | Skin I'm In             |
| 19 | Daudia             | What If                 |
| 20 | Deborah Iurato     | Out of Space            |
| 21 | Deshedus           | Non basterà             |
| 22 | Dəva               | Malaise                 |
| 23 | Dionysian          | Steps of the Way        |
| 24 | DramaLove          | Thunder                 |
| 25 | E.E.F.             | Something for You       |
| 26 | Edoardo Brogi      | Due punti sull'equatore |

### Seconda semifinale
Qualificato alla finale
     Qualificato al ripescaggio
| #  | Artista                             | Titolo                 |
| -- | ----------------------------------- | ---------------------- |
| 1  | Eiffel 65                           | Movie Star             |
| 2  | Eleonora Alì                        | Fade Out               |
| 3  | Ellynora                            | Mama Told Me           |
| 4  | Erna Hrönn                          | Your Voice             |
| 5  | Ferrán Faba                         | Cita en el metaverso   |
| 6  | Leonor                              | Una parola sola        |
| 7  | Flexx                               | GOK (God Only Knows)   |
| 8  | Florin Răduță                       | My Mind                |
| 9  | Francesca Monte & Kevan             | Holding On to You      |
| 10 | Francesco Balasso                   | Chi sono               |
| 11 | Francesco Da Vinci                  | Prumess                |
| 12 | Francesco Monte                     | Eklissi                |
| 13 | FreakyBea                           | Fiori                  |
| 14 | Gelida                              | Frena                  |
| 15 | Ginny Vee                           | Haunted                |
| 16 | Gisele Abramoff                     | Playlist               |
| 17 | Ice Eye                             | Raging Storm           |
| 18 | Ilenya                              | Japan                  |
| 19 | Iole                                | Sul tetto del mondo    |
| 20 | Jenny & Me                          | Portami nel cuore      |
| 21 | Jenny May                           | When the World Awakens |
| 22 | Kiara D.V. feat. Pamela Ivonne Cole | My Time                |
| 23 | Kurt Cassar                         | Hurdles                |
| 24 | La Bebae                            | Tocco il fondo         |
| 25 | Laïoung feat. Marzio                | 12 Hours               |
| 26 | Le Deva                             | Fiori su Marte         |
| 27 | Lodia                               | Fine del mondo         |

### Terza semifinale
Qualificato alla finale
     Qualificato al ripescaggio
     Assente
| #  | Artista                             | Titolo                              |
| -- | ----------------------------------- | ----------------------------------- |
| 1  | Lola                                | Imperio                             |
| 2  | Lorenza Rocchiccioli                | I Am Worthy                         |
| 3  | Lorenzo Licitra                     | Never Give Up                       |
| 4  | Lost City feat. Emerique            | Titan                               |
| 5  | Luca Minnelli                       | Lucky Love                          |
| 6  | Luciano Carlino                     | Hiroshima's Dreams                  |
| 7  | Luna Palumbo                        | Batticuore                          |
| 8  | Manuel Aspidi                       | Fading Out the Silence              |
| 9  | Massimo Di Cataldo & Andrea Agresti | Una canzone brutta                  |
| 10 | Mate                                | Prisma                              |
| 11 | Matilde                             | Come fanno i gatti                  |
| 12 | Mayu                                | C'è qualcosa in me che non funziona |
| 13 | MeriCler                            | Souvenirs                           |
| 14 | Moreno                              | Vieni via con me                    |
| 15 | Morgana                             | A Lonely Night in Shangai           |
| 16 | Neja & Luca Guadagnini Band         | Questione di fortuna                |
| 17 | Nevruz                              | L'alieno                            |
| 18 | Nicole Hammett                      | Giochi strategici                   |
| 19 | Noe                                 | Sottosopra                          |
| 20 | OnlySara                            | Bleach                              |
| 21 | Ophelio                             | Rubber                              |
| 22 | Out Offline                         | Endless Loop                        |
| 23 | Piqued Jacks                        | Like an Animal                      |
| —  | Norah                               | —                                   |

### Quarta semifinale
Qualificato alla finale
     Qualificato al ripescaggio
     Assente
| #  | Artista                            | Titolo                  |
| -- | ---------------------------------- | ----------------------- |
| 1  | Pjero                              | Spiderman               |
| 2  | Raim                               | All Alone               |
| 3  | Rawstrings                         | Pardonne-moi mon enfant |
| 4  | Ronela                             | Salvaje                 |
| 5  | Rouges                             | All'alba del mio amore  |
| 6  | Roy Paci                           | Tromba                  |
| 7  | Ruggero Ricci                      | Firework                |
| 8  | Santo                              | Torna presto            |
| 9  | Sara                               | Tutto bene              |
| 10 | Selina Albright                    | Did I Ever              |
| 11 | Silver                             | Get You Back            |
| 12 | Sofia Mae                          | Dentro questa musica    |
| 13 | Sophia                             | Skybreaker              |
| 14 | Stefano D'Orazio                   | Si fa così              |
| 15 | Surama Tsu                         | Tre tavole              |
| 16 | TES – Tutti Esageratamente Stronzi | Giovani di mezza età    |
| 17 | Thomas                             | 23:23                   |
| 18 | Tothem                             | Sacro e profano         |
| 19 | Veronica Howle                     | Che                     |
| 20 | Verónica Romero                    | Army of One             |
| 21 | Vian                               | Wicca                   |
| 22 | Vina Rose                          | Oblivious               |
| 23 | Viviana                            | Prigioniera nera        |
| 24 | Viviana Milioti                    | Seraphina's Lullaby     |
| 25 | Xada                               | Come nei film           |
| 26 | XGiove                             | Fuoco e benzina         |
| —  | Victor Arbelo                      | —                       |

### Quinta semifinale (Ripescaggio)
Prima della semifinale di ripescaggio Pjero, inizialmente confermato fra i partecipanti con Spiderman, è stato squalificato dalla competizione poiché il suo brano era già stato pubblicato due anni prima sulle piattaforme digitali, in conflitto con il regolamento del concorso. Inizialmente era stata selezionata Selina Albright come sostituta, la cui ha dovuto rinunciare per ragioni logistiche; i TES - Tutti Esageratamente Stronzi sono stati quindi invitati a partecipare al ripescaggio. 
     Pre-qualificati alla finale
     Qualificati alla finale
     Squalificato
| #  | Artista                             | Titolo                    |
| -- | ----------------------------------- | ------------------------- |
| 1  | Camilla                             | It's Not You, It's Me     |
| 2  | Camille Cabaltera                   | Mental                    |
| 3  | Daudia                              | What If                   |
| 4  | Edoardo Brogi                       | Due punti sull'equatore   |
| 5  | Flexx                               | GOK (God Only Knows)      |
| 6  | Florin Răduță                       | My Mind                   |
| 7  | Kiara D.V. feat. Pamela Ivonne Cole | My Time                   |
| 8  | La Bebae                            | Tocco il fondo            |
| 9  | Lost City feat. Emerique            | Titan                     |
| 10 | Luna Palumbo                        | Batticuore                |
| 11 | Mate                                | Prisma                    |
| 12 | Morgana                             | A Lonely Night in Shangai |
| 13 | Raim                                | All Alone                 |
| 14 | Ronela                              | Salvaje                   |
| 15 | Roy Paci                            | Tromba                    |
| 16 | TES – Tutti Esageratamente Stronzi  | Giovani di mezza età      |
| —  | Kida                                | Stessa pelle              |
| —  | Simone                              | Catching Memories         |
| —  | Pjero                               | Spiderman                 |

## Finale
La finale si è svolta il 25 febbraio 2023 presso il Teatro Nuovo di Dogana, presentata da Jonathan Kashanian e Senhit, e ha visto competere i 22 artisti qualificati dalle semifinali, scesi successivamente a 21 a seguito del ritiro di Simone a causa di problemi di salute.
Al Bano, rappresentante italiano all'Eurovision Song Contest 1976 e 1985, e i Miodio, rappresentanti di San Marino all'Eurovision Song Contest 2008, si sono esibiti durante la serata come ospiti per celebrare il quindicesimo anniversario dalla prima partecipazione del Titano alla manifestazione europea.
| #  | Artista         | Titolo                              | Posizione |
| -- | --------------- | ----------------------------------- | --------- |
| 1  | Roy Paci        | Tromba                              | —         |
| 2  | Vina Rose       | Oblivious                           | 10        |
| 3  | Deshedus        | Non basterà                         | —         |
| 4  | Kida            | Stessa pelle                        | —         |
| 5  | Thomas          | 23:23                               | —         |
| 6  | Piqued Jacks    | Like an Animal                      | 1         |
| 7  | E.E.F.          | Something for You                   | 9         |
| 8  | Iole            | Sul tetto del mondo                 | —         |
| 9  | Deborah Iurato  | Out of Space                        | —         |
| 10 | Nevruz          | L'alieno                            | —         |
| 11 | Eiffel 65       | Movie Star                          | 5         |
| 12 | Le Deva         | Fiori su Marte                      | 2         |
| 13 | Mayu            | C'è qualcosa in me che non funziona | 4         |
| 14 | Lorenzo Licitra | Never Give Up                       | —         |
| 15 | Mate            | Prisma                              | —         |
| 16 | Tothem          | Sacro e profano                     | 8         |
| 17 | Edoardo Brogi   | Due punti sull'equatore             | 6         |
| 18 | Ellynora        | Mama Told Me                        | 7         |
| 19 | Alfie Arcuri    | Collide                             | —         |
| 20 | Ronela          | Salvaje                             | —         |
| 21 | XGiove          | Fuoco e benzina                     | 3         |
| —  | Simone          | Catching Memories                   | —         |

## Premi
- Vincitore Una voce per San Marino 2023: Piqued Jacks con Like an Animal
- Podio - secondo classificato Una voce per San Marino 2023: Le Deva con Fiori su Marte
- Podio - terzo classificato Una voce per San Marino 2023: XGiove con Fuoco e benzina
- Premio della Critica per la miglior canzone: Alfie Arcuri con Collide
- Premio OGAE Italy per il brano più Eurovisivo: Le Deva con Fiori su Marte
- Premio "Ludovico Di Meo" al miglior artista emergente: Mayu con C'è qualcosa in me che non funziona
- Premio "San Marino Outlet Experience" al miglior look: Lorenzo Licitra con Never Give Up
- Premio "Radio San Marino" al brano più radiofonico: Roy Paci con Tromba